# Лидтке, Роланд
Ро́ланд Ли́дтке (нем. Roland Liedtke) — немецкий кёрлингист.
В составе мужской сборной ФРГ участник чемпионата мира 1974 (заняли пятое место). В составе мужской юниорской сборной ФРГ участник чемпионата мира 1975 (заняли седьмое место).
Играл на позиции первого.

## Команды
| Сезон   | Четвёртый         | Третий        | Второй          | Первый        | Турниры            |
| ------- | ----------------- | ------------- | --------------- | ------------- | ------------------ |
| 1973—74 | Манфред Рёдерер   | Франц Шпергер | Хансйорг Якоби  | Роланд Лидтке | ЧМ 1974 (5 место)  |
| 1974—75 | Ханс Дитер Кизель | Райнер Шёпп   | Peter Lessinger | Роланд Лидтке | ЧМЮ 1975 (7 место) |

(скипы выделены полужирным шрифтом)